# L'uomo che amava le donne (singolo)
L'uomo che amava le donne è un singolo della cantante italiana Nina Zilli, pubblicato il 12 febbraio 2010 dall'etichetta discografica Universal.
La cantante ha partecipato al Festival di Sanremo 2010, nella sezione "Nuova generazione", con questa canzone, arrivando in finale e vincendo il Premio della Critica "Mia Martini", il premio Sala Stampa Radio Tv e il Premio Assomusica 2010 conferito dall'associazione degli organizzatori e dei produttori alla migliore esibizione live.
La canzone arriva alla posizione numero 15 della classifica italiana.

## Il brano
Il brano è stato pubblicato sul sito ufficiale della manifestazione già nel mese di gennaio, come da regolamento, al contrario degli anni precedenti, quando i brani dovevano essere presentati per la prima volta al pubblico durante la manifestazione, ed è stato diffuso in radio sempre nello stesso mese.
La canzone è stata inserita nell'album di debutto della cantante, Sempre lontano (frase presente anche nel testo della canzone) e, secondo quanto affermato dalla stessa Zilli, è ispirata alla storia narrata dall'omonimo film L'uomo che amava le donne.
La canzone è la colonna sonora dello spot pubblicitario del nuovo canale di Mediaset La 5.
Come constatabile sul sito ufficiale della FIMI, il singolo è stato certificato disco d'oro per gli oltre 15.000 downloads, divenute oltre 25.000 nel 2015.

## Tracce
1. L'uomo che amava le donne – 2:44

## Classifiche
| Classifica (2010) | Posizione massima |
| ----------------- | ----------------- |
| Italia            | 15                |